# European Consortium for Political Research
Le European Consortium for Political Research (« Consortium européen pour la recherche politique »), ou ECPR, est une association indépendante fondée en 1970 qui soutient et encourage la formation, la recherche et la coopération transnationale entre chercheurs et doctorants travaillant dans le champ de la science politique et toutes ses sous-disciplines.
La particularité de l'ECPR est d'être organisée autour d'adhésions institutionnelles plutôt qu'individuelles. Ce sont les universités, écoles doctorales ou laboratoires de recherche qui adhèrent à l'ECPR et permettent ainsi à leurs membres de profiter des actions mises en place par l'association. En 2015, 290 institutions européennes étaient membres de l'ECPR. Les institutions intéressées par les activités de l'ECPR mais non basées en Europe peuvent devenir « membres associés ». L'ECPR comptait une cinquantaine de membres associés en 2015.
Les principales activités de l'ECPR sont :
- l'organisation d'ateliers, de tables rondes, de conférences et d'écoles de formation ;
- la publication de revues académiques, d'ouvrages, d'articles et de lettres d'information ;
- la mise à disposition de données européennes pour les politistes à travers son site internet, ses bulletins électroniques et ses bases de données ;
- la promotion de l'enseignement et de la formation en science politique.

## Création et siège
L'ECPR a été créé en 1970 par un petit groupe de politistes qui souhaitait développer des coopérations transnationales afin renforcer la science politique en tant que discipline en Europe. Selon les recherches de Thibaud Boncourt, les quelques chercheurs à l'origine du consortium venaient d'Europe de l'Est et du Nord et avaient été formés à la science politique dans le système universitaire américain à un moment ou un autre de leur carrière. Leur souhait était de renforcer le caractère « scientifique  » de la science politique en important en Europe les approches quantitativistes et béhavioralistes qui étaient dominantes aux États-Unis. Le contexte de la guerre froide est important dans l'avènement de l'association. En effet, l'idée de la création de l'ECPR nait lors d'une réunion de travail entre la Fondation Ford et le département d'études gouvernementales de l'université de l'Essex. La Fondation Ford, qui cherchait à étendre l'influence intellectuelle du courant béhavioraliste américain n'accepta de subventionner le projet qu'à la condition que seules les institutions basées dans des pays dits libres et démocratiques puissent devenir membres du consortium. Les conditions ainsi posées par la Fondation Ford empêchaient de fait toute collaboration avec les pays appartenant ou proches du bloc soviétique.
À la création du consortium, le politiste norvégien Stein Rokkan en assure la présidence (Chairman) et le spécialiste de politique comparée français Jean Blondel la direction exécutive.
L'association s'installe dès sa création à Colchester sur le campus de l'université de l'Essex. 

## Publications
L'ECPR a développé une forte activité éditoriale et publie, le plus souvent en partenariat avec des éditeurs scientifiques, des ouvrages de recherche et quatre revues académiques de science politique.  

### Revues académiques

#### European Journal of Political Research
Le European Journal of Political Research (EJPR) est la plus ancienne des publications de l'ECPR. Actuellement publié trimestriellement en partenariat avec l'éditeur Willey-Blackwell, elle est considérée comme une des revues les plus influentes en science politique au niveau mondial. En plus de la publication d'articles scientifiques validés par comité de lecture, la particularité de l'EJPR est de faire paraitre à la fin de chaque numéro le Political Data Yearbook (PDY) qui recense les résultats électoraux et les réformes institutionnelles de tous les pays membres de l'Union européenne ainsi que d'une dizaine d'autres États européens ou non, accompagnés de commentaires de spécialistes. Les informations du PDY sont ensuite regroupés et mise à disposition sous forme de base de données sur un site internet spécifique, PoliticalDataYearbook.com.

#### European Political Science(EPS)
Publié depuis 2001 en partenariat avec Palgrave-Macmillan, European Political Science (EPS) est pensé comme une publication relayant la vie et les débats au sein de la discipline plus que comme une revue centrée sur les avancées en matière de recherche. On y trouve des articles d'opinion, des notes de recherche en cours, des commentaires sur la vie de la discipline ou sur des événements marquants de l'actualité, des réflexions sur les questions d'enseignement et de formation, ou encore des notes de lecture. 

##### European Political Science Review
Le premier numéro du European Political Science Review est paru en mars 2009 aux Presses universitaires de Cambridge. Les premiers rédacteurs en chef étaient Donatella della Porta de l'Institut universitaire européen, et B. Guy Peters de l'université de Pittsburgh. Dans le premier éditorial de la revue, ils expliquent la création d'une nouvelle publication par le besoin de diffuser des contributions de haute qualité qui ne soient pas ancrées dans une tradition nationale ou dans l'hyper spécialisation mais puissent entrainer un dialogue entre les différentes approches ou les différentes sous-disciplines de la science politique et même des disciplines proches. 

##### Political Research Exchange(PRX)
L'ECPR a souhaité en 2018 se doter d'une nouvelle publication qui rende les travaux de recherche en science politique financièrement plus accessibles, tout en maintenant les procédures de garantie de qualité scientifique des contributions (comité de lecture en double ou triple aveugle). La revue Political Research Exchange, dont le premier numéro doit paraître en 2019, sera en lecture en libre accès (open access). La revue est dirigée par deux co-rédactrices en chef, Alexandra Segerberg de l'université de Stockholm et Simona Guerra de l'université de Leicester, et publiée chez Routledge.